# Federazione italiana dell'industria chimica
La Federazione italiana dell'industria chimica, conosciuta anche come Federchimica, è un'organizzazione d'aziende italiane nata nel 1916 con la denominazione Fenachimici, Associazione nazionale di industriali chimici-farmaceutici.
È diventata nel 1920 Federazione nazionale delle associazioni fra industriali chimici, e nel 1945 Aschimici ovvero Associazione nazionale dell'industria chimica.
Nel 1984 si è trasformata in Federazione.
Federchimica associa oltre 1400 imprese, per un totale di 92.000 addetti circa, le imprese sono raggruppate in 17 associazioni di settore, che a loro volta sono rappresentate in 38 gruppi merceologici.
Federchimica fa parte di Confindustria e, in Europa, del CEFIC (European Chemical Industry Council) e dell'ECEG (European Chemical Employers Group).